# Maniola inocellata
Maniola inocellata är en fjärilsart som beskrevs av Kiss 1909. Maniola inocellata ingår i släktet Maniola och familjen praktfjärilar. Inga underarter finns listade i Catalogue of Life.